# Mitja Mahorič
Mitja Mahorič (Ptuj, 7 de maig de 1982) és un ciclista eslovè, professional des del 2002 fins al 2011. Del seu palmarès destaquen els dos campionats nacional en contrarellotge de 2001 i 2003, i el de ruta de 2005.

## Palmarès
- 2000
  - Vencedor d'una etapa a la Volta a Eslovènia
- 2001
  -  Campió d'Eslovènia en contrarellotge
- 2003
  -  Campió d'Eslovènia en contrarellotge
  - 1r a la Volta a Eslovènia
- 2004
  - 1r a la Volta a Eslovènia i vencedor d'una etapa
- 2005
  -  Campió d'Eslovènia en ruta
  - 1r al The Paths of King Nikola
- 2006
  - 1r al Gran Premi Raiffeisen
  - Vencedor d'una etapa al The Paths of King Nikola
- 2007
  - 1r al The Paths of King Nikola
  - Vencedor d'una etapa al Tour de Loir i Cher
  - Vencedor d'una etapa al Tour de Croàcia
- 2008
  - 1r al The Paths of King Nikola i vencedor de 2 etapes
  - 1r a la Clàssica Belgrad-Čačak
  - 1r al Gran Premi Šenčur
  - Vencedor d'una etapa a la Volta a Cuba
- 2009
  - 1r a l'Istrian Spring Trophy